# Grand Dérangement (groupe)
Pour l'article concernant la période historique, voir Grand Dérangement.
Grand Dérangement est un groupe acadien, originaire de Nouvelle-Écosse. Ils mêlent à la musique traditionnelle acadienne et écossaise les rythmes du rock le plus moderne.

## Composition
Le groupe est composé de deux femmes et quatre hommes : Monique Comeau (danse), Daniel Leblanc (violon, guitare et chœurs), Briand Melanson (batterie et chant principal), Jean-Pascal Comeau (basse, danse et chœurs), Charles Robicheau (guitare électrique).
Ils s'associent dans leurs spectacles à la troupe de danse La Baie en Joie.
Leur nom fait référence au Grand Dérangement.

## Discographie

### Albums
- Dérangé
- Danse dans les flammes
- 2004
- Tournons la page
- Live